# Rodovia
Une auto-estrada (au Portugal) ou rodovia (au Brésil) est une route.

## Au Portugal

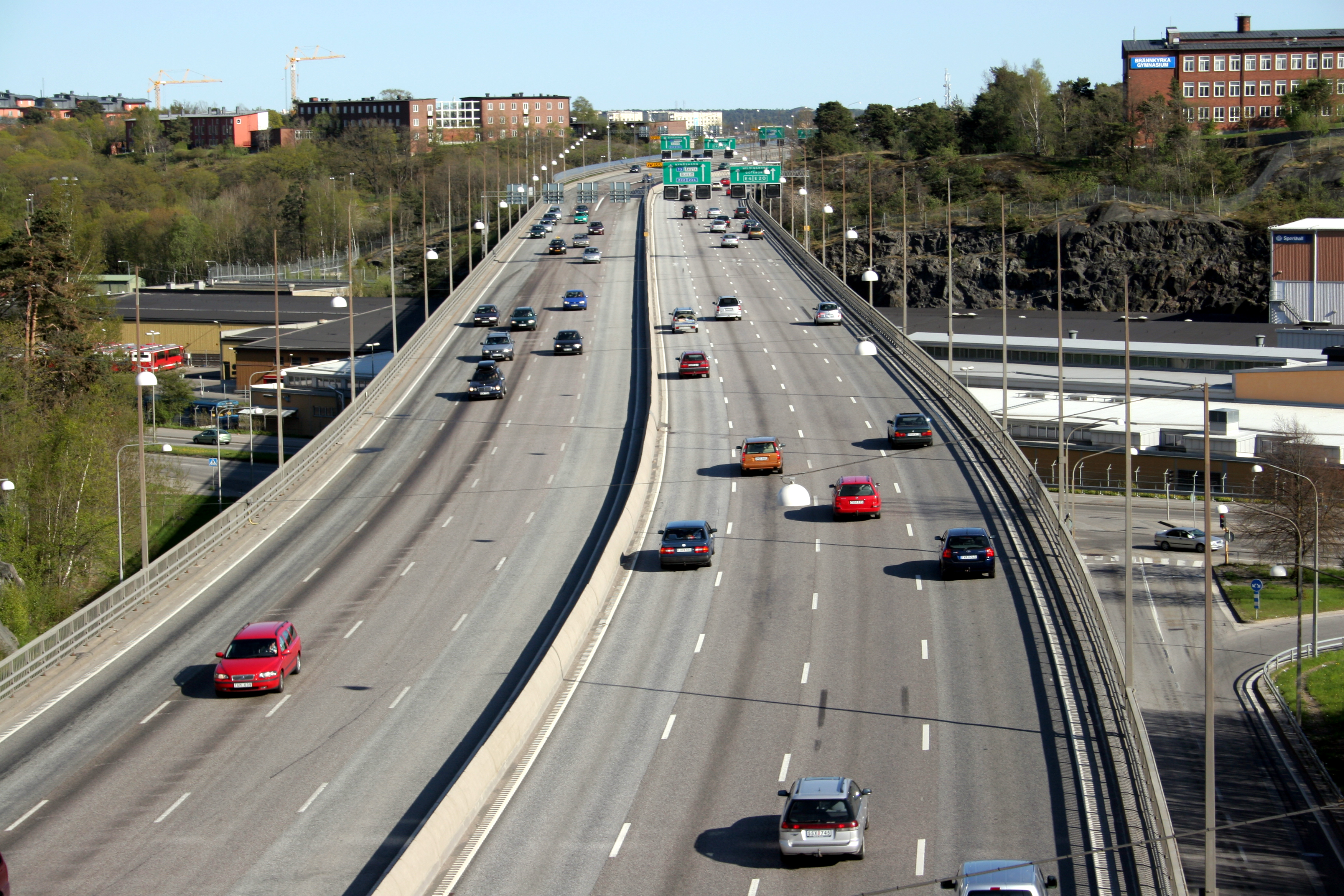
Exemple d'une auto-estrada.

Au Portugal, les auto-estradas parcourent quasi tout le territoire reliant le littoral aux principales villes de l'intérieur sur à peu près 1 800 km. L'auto-estrada du Portugal est autoroute au sens de la convention de Vienne, et au sens du traité sur les routes européennes.
Les auto-estradas ne doivent pas être confondues avec les voies express.

## Au Brésil
La rodovia du Brésil est défini comme via rural pavimentada par le Código de Trânsito Brasileiro. Avec les estradas, les rodovias forment les via rural. Les rodovias sont des routes où il est interdit de rouler à une vitesse supérieure à 110 km/h.
Au Brésil, à partir de 1920, il y eut une grande augmentation dans la construction de rodovias et après la création du DNER, en 1937, ce fut le développement du pavage.
Les numéros à deux chiffres des routes fédérales du Brésil sont précédés du digramme BR-, et ceux à deux ou trois chiffres des routes des États fédérés le sont de deux autres lettres codifiant aussi le nom de l’État.
Souvent les rodovias permettent la circulation de piétons et de bicyclettes le long de la voie publique et possèdent des croisements normaux avec les autres voies publiques et leur principale justification est de fournir un accès interurbain. Les voies express ne possèdent pas de croisements et servent au trafic entre des aires urbaines.